# 12e étape du Tour d'Italie 2007
La 12e étape du Tour d'Italie 2007 a eu lieu le 25 mai. Le parcours de 163 kilomètres relie Scalenghe à Briançon (France).

## Profil
1. Profil étape
2. Profil 3D (Italie)
3. Profil 3D (France)
4. Profil ascension Col Agnel
5. Profil ascension Col d'Izoard

- Source : La Gazzeta Dello Sport

## Classement de l'étape
| \| 1. \| Danilo Di Luca \| Italie \| en \| 4 h 46 min 39 s \| \| 2. \| Gilberto Simoni \| Italie \| + \| m.t. \| \| 3. \| Andy Schleck \| Luxembourg \| \| 7 s \| \| 4. \| Eddy Mazzoleni \| Italie \| \| 15 s \| \| 5. \| Damiano Cunego \| Italie \| \| 19 s \| \| 6. \| Stefano Garzelli \| Italie \| \| 2 min 17 s \| \| 7. \| Yoann Le Boulanger \| France \| \| 2 min 33 s \| \| 8. \| Marzio Bruseghin \| Italie \| \| m.t. \| \| 9. \| Riccardo Riccò \| Italie \| \| m.t. \| \| 10. \| Franco Pellizotti \| Italie \| \| 2 min 38 s \| |                    |            |    |                 |
| 1. | Danilo Di Luca     | Italie     | en | 4 h 46 min 39 s |
| 2. | Gilberto Simoni    | Italie     | +  | m.t.            |
| 3. | Andy Schleck       | Luxembourg |    | 7 s             |
| 4. | Eddy Mazzoleni     | Italie     |    | 15 s            |
| 5. | Damiano Cunego     | Italie     |    | 19 s            |
| 6. | Stefano Garzelli   | Italie     |    | 2 min 17 s      |
| 7. | Yoann Le Boulanger | France     |    | 2 min 33 s      |
| 8. | Marzio Bruseghin   | Italie     |    | m.t.            |
| 9. | Riccardo Riccò     | Italie     |    | m.t.            |
| 10. | Franco Pellizotti  | Italie     |    | 2 min 38 s      |

## Classement général
| \| 1. \| Danilo Di Luca \| Italie \| en \| 56 h 42 min 25 s \| \| 2. \| Marzio Bruseghin \| Italie \| + \| 1 min 03 s \| \| 3. \| David Arroyo \| Espagne \| \| 1 min 16 s \| \| 4. \| Andy Schleck \| Luxembourg \| \| 1 min 25 s \| \| 5. \| Francisco Vila Errandonea \| Espagne \| \| 1 min 39 s \| \| 6. \| Damiano Cunego \| Italie \| \| 2 min 10 s \| \| 7. \| Emanuele Sella \| Italie \| \| 2 min 14 s \| \| 8. \| Gilberto Simoni \| Italie \| \| 2 min 34 s \| \| 9. \| Eddy Mazzoleni \| Italie \| \| 3 min 28 s \| \| 10. \| Franco Pellizotti \| Italie \| \| 4 min 03 s \| |                           |            |    |                  |
| 1. | Danilo Di Luca            | Italie     | en | 56 h 42 min 25 s |
| 2. | Marzio Bruseghin          | Italie     | +  | 1 min 03 s       |
| 3. | David Arroyo              | Espagne    |    | 1 min 16 s       |
| 4. | Andy Schleck              | Luxembourg |    | 1 min 25 s       |
| 5. | Francisco Vila Errandonea | Espagne    |    | 1 min 39 s       |
| 6. | Damiano Cunego            | Italie     |    | 2 min 10 s       |
| 7. | Emanuele Sella            | Italie     |    | 2 min 14 s       |
| 8. | Gilberto Simoni           | Italie     |    | 2 min 34 s       |
| 9. | Eddy Mazzoleni            | Italie     |    | 3 min 28 s       |
| 10. | Franco Pellizotti         | Italie     |    | 4 min 03 s       |

## Classements annexes
| Classement par points      | Total   |
| -------------------------- | ------- |
| Alessandro Petacchi Italie | 135 pts |
| Paolo Bettini Italie       | 76 pts  |
| Danilo Di Luca Italie      | 74 pts  |

| Classement de la montagne   | Total  |
| --------------------------- | ------ |
| Danilo Di Luca Italie       | 35 pts |
| Leonardo Piepoli Italie     | 25 pts |
| Luis Felipe Laverde Espagne | 23 pts |

| Classement du meilleur jeune | Total            | Total            |
| ---------------------------- | ---------------- | ---------------- |
| Andy Schleck Luxembourg      | 56 h 43 min 50 s | 56 h 43 min 50 s |
| Riccardo Riccò Italie        | +                | 3 min 46 s       |
| Domenico Pozzovivo Italie    |                  | 6 min 51 s       |

| Classement par équipes   | Total             | Total             |
| ------------------------ | ----------------- | ----------------- |
| Lampre-Fondital Italie   | 168 h 59 min 40 s | 168 h 59 min 40 s |
| Liquigas Italie          | +                 | 6 min 40 s        |
| Ceramica Panaria Irlande |                   | 10 min 18 s       |